# Subconștient
În psihologie, subconștientul este o parte a conștiinței, care nu se află în atenția conștientă a oamenilor.
Subconștient se definește  ca fiind „sferă a fenomenelor psihice care se desfășoară în afara conștiinței și care au putut fi anterior conștiente sau ar putea deveni conștiente ulterior”.

Cuvântul „subconștient” reprezintă o versiune românizată a cuvântului francez subconscient inventat de psihologul Pierre Janet (1859-1947), care a susținut că sub straturile minții conștiente zace o puternică conștiință pe care el a numit-o minte subconștientă.

## Subconștient și psihologie
În sensul strict psihologic, adjectivul este definit ca „operând sau existând în afara conștiinței”.
Locke și Kristof au scris că există o limită a lucrurilor care pot fi ținute în atenția conștientă a oamenilor, deci este necesar să existe un depozit alternativ de cunoștințe și experiențe anterioare ale cuiva, pe care l-au denumit subconștient.

## Subconștientul și psihanaliza
Sigmund Freud a folosit prima dată termenul de „subconștient” în 1893 și în cartea „Studii asupra isteriei” (1895), iar în 1926 a afirmat: 
| “ | „Dacă cineva vorbește despre subconștiință, nu pot spune dacă el înțelege termenul topografic - pentru a indica ceva care se află în minte sub conștiință - sau calitativ - pentru a indica o altă conștiință, una subterană. Probabil că nu îi este clar niciunul dintre ei. Singura antiteză demnă de încredere este între conștient și inconștient.” | ” |

În opinia lui Freud mintea inconștientă are o voință și un scop propriu care nu sunt cunoscute de mintea conștientă (de unde termenul de „inconștient”) și este un depozit pentru idei, dorințe sau sugestii inacceptabile social, amintiri traumatizante și emoțiile dureroase scoase la suprafață prin mecanismul represiunii psihologice.
Charles Rycroft explică faptul că subconștientul este un termen care „nu a fost folosit niciodată în scrierile psihanalitice”. Peter Gay spune că utilizarea termenului subconștient în loc de inconștient este „o greșeală comună”; într-adevăr, „când [termenul] este folosit pentru a spune ceva freudian, este o dovadă că scriitorul nu l-a citit pe Freud”.

## Subconștientul și psihologia analitică
Carl Jung a spus că, din moment ce există o limită a ceea ce se poate afla în atenția conștientă a indivizilor, este necesar un depozit alternativ format din cunoștințele și experiența anterioară ale cuiva.